# گزارش کاتسمان
گزارش کاتسمان یا گزارش نهایی کاتسمان یکی از مهمترین شهادت‌های موجود مربوط به هولوکاست در لهستان و نابودی یهودیان لهستان در طول جنگ جهانی دوم است. این گزارش به عنوان مدرکی در دادگاه نورنبرگ (مدرک شماره L-18 ایالات متحده، نمایش-۲۷۷) و دادرسی‌های متعدد دیگر علیه جنایتکاران جنگ در خارج از کشور مورد استفاده قرار گرفت.
این گزارش در پوششی چرمین توسط اس‌اس-گروپنفورر فریتس کاتسمان، فرمانده اس‌اس و پلیس آلمان در منطقه گالیسیا، با عنوان «Lösung der Judenfrage im Distrikt Galizien» (حل مسئلهٔ یهود در منطقه گالیسیا)، در ۳۰ ژوئن ۱۹۴۳ به رئیس پلیس اس‌اس و پلیس فریدریش-ویلهلم کروگر فرستاده شد. این سند به توصیف بخشی از عملیات راینهارد می‌پردازد.
این گزارش به زبان آلمانی منتشر شده و حاوی عکس‌هایی از روش‌های گوناگون آزار و اذیت بود. ترجمه لهستانی این گزارش در دهه ۱۹۵۰ منتشر شد، اما مورد سانسور کمونیستی قرار گرفت و تحلیل دانشگاهی همراه با نسخه جدیدتر توسط مؤسسه یادبود ملی را به همراه نداشت. متن کامل بدون سانسور «گزارش کاتسمان» در سال ۲۰۰۹ منتشر شد.

## مناقشه
تاریخ‌دانان نوین از دیدگاه سند و مدرک بودن ارزش محدودی برای این گزارش قائل هستند، چرا که گزارش به شکل عمدی به تحریف واقعیت‌ها به منظور سرپوش گذاشتن بر سرقت عمده طلا و پول توسط مقامات مختلف آلمانی می‌پردازد. در این گزارش ۶۲ صفحه‌ای تلاش شده‌است تا پاکسازی یهودیان به شکل عملیاتی منظم ارائه شود. این کار با مجموعه عکسی با عنوان «حل مسئله یهود در گالیسیای شرقی» آغاز می‌شود، و در دنباله‌اش تحلیل هزینه و سود آورده شده‌است. این گزارش تنها دریچه کوچکی بر روی مقیاس بزرگتر چپاول دارایی‌های یهودیان می‌گشاید. هدف گزارش این است که خواننده را به درستی اصالت گزارش سوق دهد.
گزارش کاتسمان نه در سرزمین‌های اشغالی، بلکه در برلین و پس از سفر انجام وظیفه‌ای کاتسمان در منطقه گالیسی نوشته شده‌است؛ جایی که که وی شخصاً کشتار میان ۵۵۰۰۰ تا ۶۵۰۰۰ یهودی را در طی ۱۹۴۱–۱۹۴۲ در اطراف لمبرگ هدایت کرد. در ماه‌های بعد، «شکار یهودیان» وی همراه با به‌صف‌کشی‌ها برای تبعید دسته‌جمعی به اردوگاه‌های مرگ، منجر به کشته شدن ۱۴۳۰۰۰ نفر شدند. در کل، گزارش به توصیف برچیدن ۴۳۴۳۲۹ یهودی می‌پردازد؛ با زبانی به شکل کامل پاستوریزه و تأیید شده مبتنی بر «علوم نژادی» آدولف هیتلر و «متخصصان» وی، و به منظور کمک به پیشرفت کاتزمن در حرفه خود.